# Тренберт, Кевин
Кевин Тренберт (Kevin E. Trenberth; род. 8 ноября 1944, Крайстчерч) — новозеландский ученый-климатолог, исследователь глобального потепления.
Доктор наук (1972). Заслуженный научный сотрудник Национального центра атмосферных исследований США. Почетный феллоу Royal Society Te Apārangi (1995). Высокоцитируемый учёный HCR. Лауреат Jule G. Charney Award (2000) и Prince Sultan bin Abdulaziz International Prize for Water, удостоен медали Роджера Ревелла Американского геофизического союза (2017) и Bownocker Medal (2018).

## Биография
С 1958 по 1962 год учился в колледже Линвуд; занимался спортом.
Окончил с первоклассным отличием Университет Кентербери (бакалавр, 1966). В 1972 году в Массачусетском технологическом институте получил степень доктора наук Sc. D. по метеорологии. С 1966 по 1977 год работал в Метеорологической службе Новой Зеландии. С 1977 по 1989 год профессор Иллинойского университета. С 1984 года научный сотрудник Национального центра атмосферных исследований США, заслуженный с 2019 года. С того же года почетный научный сотрудник кафедры физики Оклендского университета. Феллоу Американского метеорологического общества (1985), Американской ассоциации содействия развитию науки (1994), Американского геофизического союза (2006).
Автор более 500 научных работ.